# Actéon (Auber)
Actéon es una opéra-comique francesa en un acto, con música de Daniel-François-Esprit Auber y libreto de Eugène Scribe. Se estrenó en la Opéra-Comique el 23 de enero de 1836.